# FIFA Street (computerspelserie)
FIFA Street is een simulatiespelserie waarin straatvoetbal wordt gespeeld. Alle vier FIFA Street-spellen zijn ontwikkeld door EA Canada en uitgegeven door Electronic Arts of dochterbedrijven ervan. 

## Spellen
| Release | Titel         | Platform                                                                  |
| ------- | ------------- | ------------------------------------------------------------------------- |
| 2005    | FIFA Street   | Nintendo GameCube, PlayStation 2, Xbox                                    |
| 2006    | FIFA Street 2 | Nintendo DS, Nintendo GameCube, PlayStation 2, PlayStation Portable, Xbox |
| 2008    | FIFA Street 3 | Nintendo DS, PlayStation 3, Xbox 360                                      |
| 2012    | FIFA Street   | PlayStation 3, Xbox 360                                                   |